# Västlig knotterlav
Västlig knotterlav (Trapeliopsis wallrothii) är en lavart som först beskrevs av Flörke, och fick sitt nu gällande namn av Hertel & Gotth. Schneid. Västlig knotterlav ingår i släktet Trapeliopsis och familjen Trapeliaceae.  Arten är reproducerande i Sverige. Inga underarter finns listade i Catalogue of Life.

## Källor

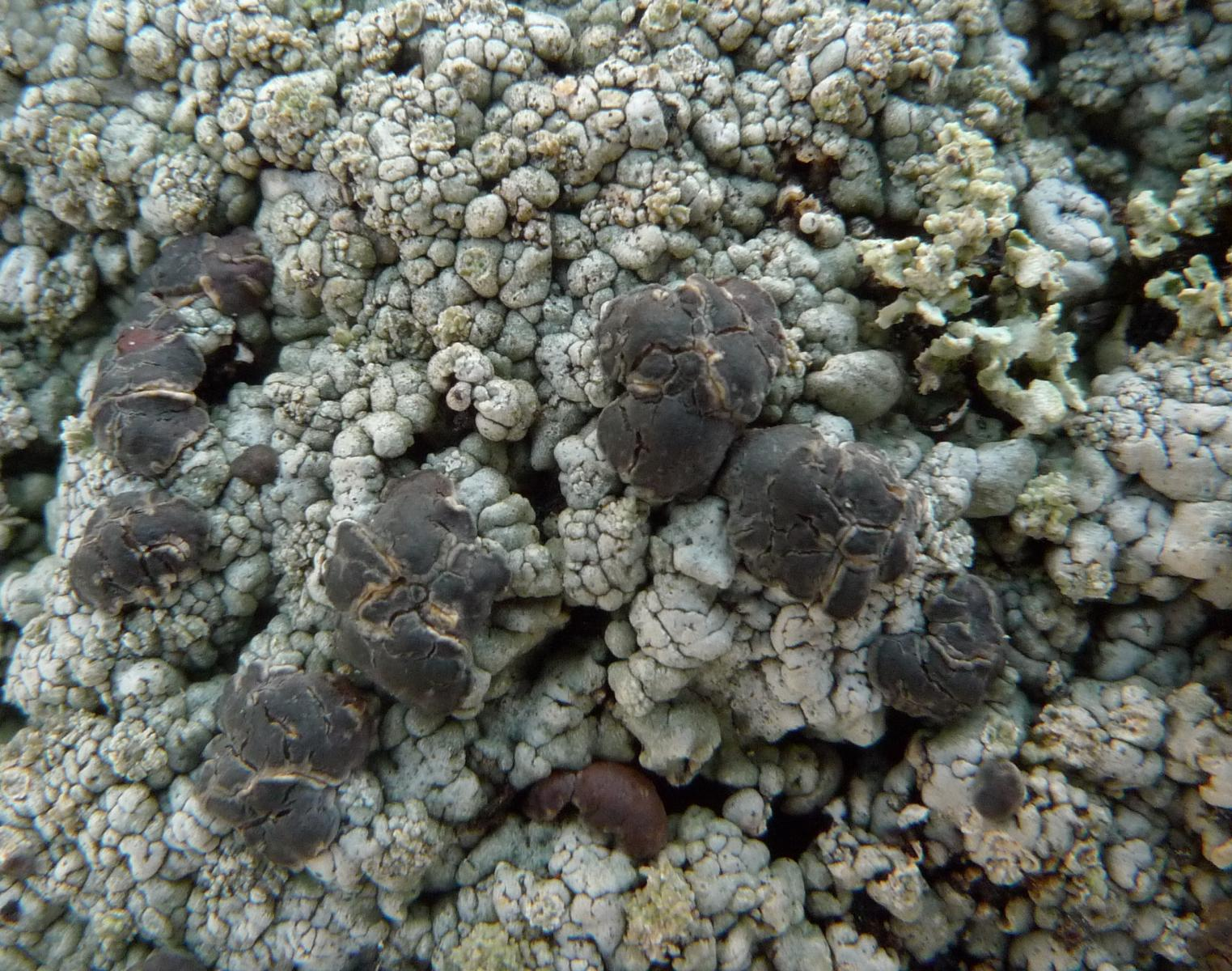